# Скули Магнуссон
Скули Магнуссон (исл. Skúli Magnússon; 11 декабря 1711 года, Кельдунес под Хусавиком — 9 ноября 1794 года) — первый исландец, получивший должность окружного судьи Исландии. Считается «отцом» нынешней столицы страны, города Рейкьявика.

## Происхождение
Скули родился в Кельдунесе в Нордюр-Тингеяре в 1711 году в семье Магнуса Эйнарссона, который был пастором Хусавика с 1715 года, и его жены Оддны Йонсдоттир. Во время обучения в школе подрабатывал торговцем, окончил школу в 1727 году. Магнус, его отец, умер в 1728 году, но двумя годами позже его мать вышла замуж за преподобного Торлифа Скафтсона, у которого Магнуссон ранее учился в школе и студентом которого стал затем в семинарии, которую окончил в 1731 году со степенью бакалавра. Затем он учился в университете Копенгагена в период с 1732 по 1734 годы, но не закончил его.

## Служба
В 1749 году он был назначен первым окружным судьёй Исландии, бывшим исландцем по национальности. Прежние ландфогты до сих пор были исключительно датчанами, находились на службе датского губернатора. Среди них бывали те, кто впервые вступал на исландскую почву уже в должности судьи. Они часто были очень высокомерными и жестокими. 
Первоначально его назначение вызвало удивление ввиду расхожего убеждения, что исландец не может быть настолько жестоким, чтобы исполнять обязанности верховного судьи. Тем не менее, Скули Магнуссон доказал, что отличается от своих предшественников, и проделал большую работу. В 1750 году он поселился на юге Исландии, в Бессастадьире.

Ранее он уже занимал пост шерифа округа в двух различных округах (в 1734 и 1737 годах) и был известен как умелый и решительный человек. В частности, во время своего шерифства он однажды конфисковал голландское рыболовецкое судно вместе с грузом за незаконный вылов рыбы (якобы некоторые постройки Рейкьявика в будущем были построены из дерева конфискованного им судна), строил множество новых зданий, обеспечил канцелярию новым шрифтом для печатных работ и новой печатной машиной, которая одинаково хорошо работала летом и зимой, а также пытался бороться с недобросовестными торговцами из Хофсоса, которые для увеличения веса продаваемого железа и муки добавляли к товарам мусор для увеличения веса и продавали его по большей цене, чем было разрешено. Все эти меры сделали его очень популярным среди местного населения. 

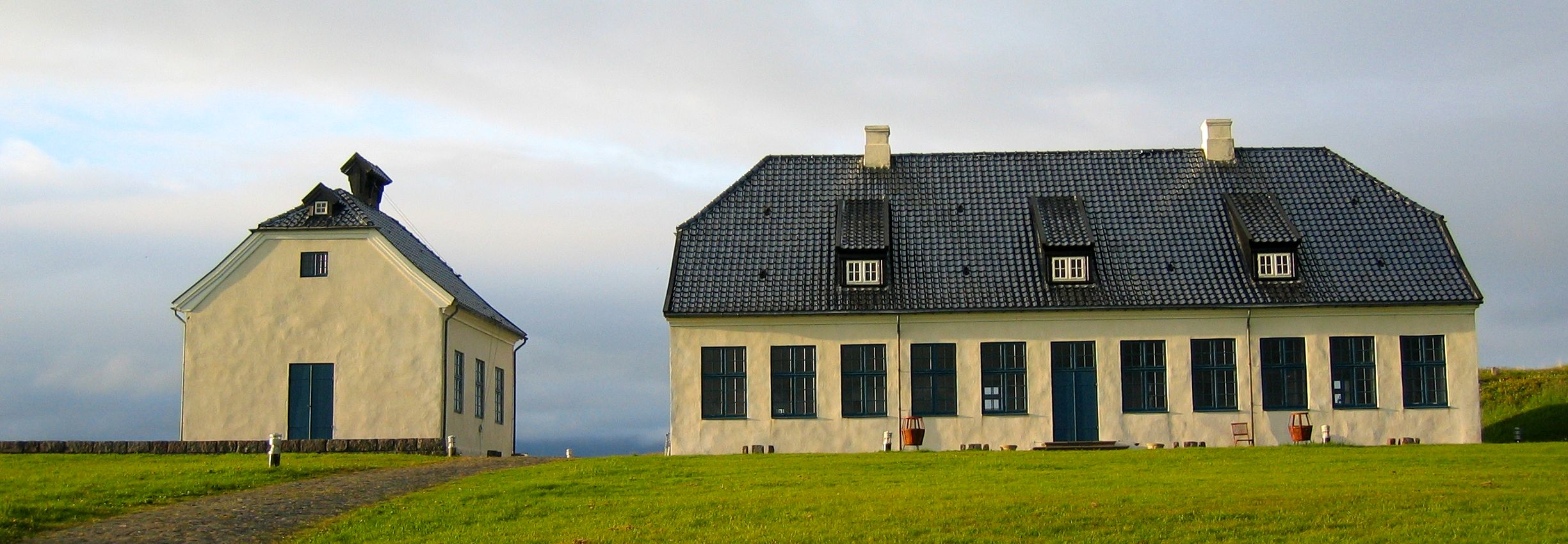
Старейшие здания Рейкьявика, построенные при Скули Магнуссоне.

Он писал работы по экономическим вопросам и стремился внести улучшения в торговлю, сельское хозяйство и промышленность. В своей новой работе он часто вступал в конфликт с датскими торговцами, пытаясь заставить их вести справедливую торговлю, с разумными ценами и качественными импортными товарами, и был достаточно успешным в этом. Но он хотел сделать и многое другое. Он мечтал о свободной торговле и улучшении повседневной жизни своих соотечественников. 
Своими усилиями он заинтересовал и датского короля Фредерика V, а его идеи и планы обсуждались в датском парламенте, и вскоре, 17 июля 1751 года, он основал компанию с большим количеством акционеров. Король дал компании несколько хозяйств на территории сегодняшнего Рейкьявика и его окрестностях и вложил значительные суммы денег. В 1752 году Скули Магнуссон основал на территории сегодняшнего Рейкьявика несколько мануфактур для прядения, ткачества и окраски шерстяных изделий, дубления кожи, производства рыболовных снастей, меха, соли и серы. Главный офис компании тоже находился в Рейкьявике, и именно поэтому он считается "отцом" города. 
Его компания купила рыбацкие лодки и внедряла более совершенные методы заготовки рыбы на экспорт. Улучшения были сделаны и в сельском хозяйстве: фермеры научились сажать овощи, зерно и выращивать деревья. С 1758−1759 годов при участии Магнуссона в Исландии начали сажать картофель. Магнуссон также рекомендовал фермерам устраивать пастбища для разведения новых пород овец, но это в итоге оказалось плохой идеей, поскольку овцы прибыли вместе с заразными болезнями, которые привели к массовому падёжу местного скота.
Скули был могущественным человеком в своей стране на протяжении нескольких десятилетий, однако часто находился в конфликте с другими должностными лицами и купцами, особенно с торговцами из Хормангара — датской торговой компании, обладавшей монополией на торговлю с Исландией (сама монополия Дании на торговлю существовала с 1602 года). В 1755 году, когда в стране был голод, он решил разрушить мощь этих торговцев и начал бесплатные раздачи еды населению. Это привело к судебной тяжбе, но, в конце концов, объединившись с некоторыми другими людьми, ему удалось лишить хормангарцев торговой монополии.
В 1753−1755 годах он построил первый кирпичный дом в Исландии — на острове Видей, который стал его резиденцией как ландфогта.
Из-за накопившихся долгов мануфактур в 1764 году Дания выкупила его компанию и вернула монополию на торговлю. Мануфактуры были в конечном счёте превращены в тюрьмы, но они остались вместе с домами, где стали селиться торговцы, ремесленники, рыбаки и рабочие. 
Скули вышел в отставку по возрасту только в 1793 году и умер год спустя на Видее. Был женат на Стеин Бьёрндостирр. Среди его детей были Джон Скуласон, также ландфогт, и Реинвег, жена министра здравоохранения Бьярни Паллсона.
Его деятельность по созданию мануфактур стала началом Рейкьявика, столицы Исландии в будущем. Эта небольшая деревня росла сначала очень медленно, но Рейкьявик, наконец, в 1786 году получил статус города, когда его население составляло всего 167 человек.